# Guvernementet Rjazan
Guvernementet Rjazan var ett guvernement i mellersta Ryssland 1796–1929.
Det begränsades av guvernementet Moskva och Tula i väster, Vladimir i norr samt Tambov i öster och söder. Det hade en yta på 42 099 km och 2 510 000 invånare (1910).
Guvernementet var en platå på omkring 200 m höjd med djupa floddalar. Det är den förmedlande länken mellan de centrala storryska guvernementen och stäppguvernementen i sydöst. Norra delen, vänster om Oka, som flöt genom guvernementet, var flack, sandig, delvis sumpig och skogbevuxen; södra delen, där svartjorden vidtar, är torr och ytterst bördig.
Större delen av Rjazan tillhörde stenkolsformationen, på några ställen uppträdde juraformationen och längst i söder den devoniska formationen med sina karakteristiska försteningar.
Rjazan tillhörde två flodsystem: Okas och i söder Dons. Oka upptog bland annat bifloderna Pra, Para och Pronja.
Jordbruket lämnade ett stort överskott av spannmål. Industrin (bomulls- och linnefabriker, brännvinsbrännerier, glasbruk, metallverkstäder) producerar för omkring 25 miljoner rubel årligen.
Under 800-talet var det område, som senare blev guvernementet Rjazan, befolkat av finska stammar (mordviner och andra) men dessa vek sedan undan för eller uppgick i slaverna, så att befolkningen med få undantag (några tusen tatarer, polacker och judar) utgjordes av ryssar.